# Chersotis curvispina
Chersotis curvispina là một loài bướm đêm trong họ Noctuidae.